# جاستن رينغ
جاستن رينغ هو لاعب كرة القدم الكندية كندي، ولد في 4 يونيو 1973 في كاملوبس في كندا.

## وصلات خارجية
- جاستن رينغ على موقع JustSportsStats.com (الإنجليزية)